# Ron Caron
Pour les articles homonymes, voir Caron.
Ronald Caron dit Ron Caron (surnommé « Prof Caron », ou en anglais : « The Old Professor ») est un professeur de collège devenu un homme de hockey canadien né le 19 décembre 1929 et mort le 9 janvier 2012,,,, connu principalement pour ses succès au poste de directeur-gérant des Blues de Saint-Louis, de la Ligue nationale de hockey, entre 1983 et 1995.

## Biographie
Il enseigne longtemps l'anglais, le latin et la géographie au Collège Saint-Laurent et fait peu à peu sa place dans la Ligue nationale de hockey. De dépisteur à temps partiel du Canadiens de Montréal en 1961, il devient directeur général des Blues de Saint-Louis en 1983 et occupe ce poste jusqu'en 1995.
Chez les Canadiens de Montréal jusqu'en 1983, avant son passage remarqué chez les Blues, Ronald Caron est aussi directeur du personnel et du recrutement. Il y remporte la Coupe Stanley à plusieurs reprises durant les années 1970.
Chez les Blues, engagé par le nouveau propriétaire Harry Ornest, en même temps qu'un nouvel entraîneur-chef, Jacques Demers, Ronald Caron hérite de la tâche de remettre sur les rails une équipe qui vient de vivre plusieurs années d'incertitude et frôlé un déménagement à Saskatoon, bloqué finalement par la LNH.
Caron relève brillamment le défi par d'astucieuses transactions, qui amènent à Saint-Louis des joueurs comme Brett Hull, Adam Oates, Al MacInnis et Doug Gilmour, en retour de presque rien. Les Blues de l'ère Caron atteignent la finale de la Conférence Clarence-Campbell en 1986, où ils s'inclinent au septième et dernier match devant Calgary.
Ronald Caron est reconnu pour sa mémoire que plusieurs décrivent comme phénoménale.
Le Collège Saint-Laurent a donné son nom à son aréna.